# Alà-ad-Din Juwayní
Alà-ad-Din Atà-Màlik ibn Muhàmmad (al-)Juwayní, més conegut senzillament com a Alà-ad-Din Juwayní (1226-1283) fou un governador i historiador persa.
El seu besavi Baha-ad-Din Muhàmmad ibn Alí va servir amb el xa de Coràsmia Tekish (1192), el seu avi Xams-ad-Din ibn Muhàmmad, va servir amb Muhàmmad de Coràsmia, i després amb Djalal al-Din Manguberti, i va morir al setge d'Akhlat. El seu pare, Baha-ad-Din va passar al servei dels mongols després de 1233 i va exercir diversos càrrec arribant a ser governador interí dels territoris mongols a l'Àsia occidental, fins a la seva mort el 1253. Ala al-Din va entrar al servei d'Hulagu el 1256 i el va acompanyar a les campanyes d'Alamut i de Bagdad. El 1259 fou nomenat governador d'Iraq i Khuzestan càrrec que va ocupar més de 20 anys encara que sota Abaka va quedar subordinat al mongol Sughunčak.
El 1281 fou detingut acusat de malversació però fou alliberat el 17 de desembre de 1281, però immediatament detingut altre cop acusat de tenir correspondència amb els mamelucs. En aquest temps va morir Abaka i el seu successor Tegüder (convertit a l'islam com Ahmad) el va fer alliberar (1282) i el va restaurar com a governador d'Iraq i Khuzestan. El 1283 les acusacions de malversació es van reproduir ara fetes per un nebot del kan, Arghun, que va anar a Bagdad i va fer detenir servidors d'Ala al-Din i els va sotmetre a tortura. Al saber les notícies Ala al-Din va patir una feridura i va morir el 5 de març de 1283.
La seva obra principal fou Tarikh-i djahangushay dividida en tres parts: història dels mongols fins a Guyuk, història dels xas de Coràsmia, i història dels mongols després de Guyuk; va compondre l'obra entre 1252/1253 i fins al 1259.